# フルロキセン
フルロキセン（国際一般名・米国一般名、商品名 フルオロマー）は、揮発性の吸入麻酔薬であり、最初に臨床に導入されたハロゲン化アルキル麻酔薬である。別名: 2,2,2-トリフルオロエチルビニルエーテル。1951年に合成され、1954年に臨床用に導入されたが、潜在的な引火性があり、臓器毒性を引き起こす可能性があるというエビデンスが蓄積されたため、1974年に自主的に市場から撤退した。いずれにせよ、販売中止になる以前は、ハロタンにほとんど取って代わられていた。フルロキセンは代謝されて2,2,2-トリフルオロエタノールになるが、この化合物はフルロキセンの使用で見られる毒性の一因である。